# Mistrzostwa Polski w rugby 7 (2010)
XVI Mistrzostwa Polski Seniorów Rugby „7” odbyły się 3 maja w Pruszczu Gdańskim. Mistrzem Polski została Lechia Gdańsk, która w finale pokonała Bemowo-AZS-AWF Warszawa. Trzecie miejsce w turnieju zajął Orkan Sochaczew po zwycięstwie nad Arką Gdynia.

## Drużyny
| Drużyna                 | Status                 | Liczba występów | Najlepszy wynik                                            |
| ----------------------- | ---------------------- | --------------- | ---------------------------------------------------------- |
| Czarni Pruszcz Gdański  | gospodarz              | do uzupełnienia | do uzupełnienia                                            |
| Bemowo AZS AWF Warszawa | Mistrz z 2009          | do uzupełnienia | I miejsce (1998, 1999, 2000, 2005, 2006, 2007, 2008, 2009) |
| Lechia Gdańsk           | Wicemistrz z 2009      | do uzupełnienia | I miejsce (2010)                                           |
| Orkan Sochaczew         | Trzecie miejsce z 2009 | do uzupełnienia | I miejsce (2001, 2002, 2003, 2004)                         |
| Alfa Bydgoszcz          | uczestnik              | do uzupełnienia | do uzupełnienia                                            |
| Arka Gdynia             | uczestnik              | do uzupełnienia | do uzupełnienia                                            |
| AZS AWFiS Gdańsk        | uczestnik              | do uzupełnienia | do uzupełnienia                                            |
| Flota Gdynia            | uczestnik              | do uzupełnienia | do uzupełnienia                                            |
| Skra Warszawa           | uczestnik              | do uzupełnienia | do uzupełnienia                                            |

## Sędziowie
- Wiesław Piotrowicz
- Marcin Zeszutek
- Grzegorz Michalik
- Mirosław Szczepański
- Kacper Michałkiewicz

## Faza grupowa
Legenda do tabelek:
- Pkt – liczba punktów
- M – liczba meczów
- W – wygrane
- R – remisy
- P – porażki
- mPr+ – punkty meczowe zdobyte
- mPr- – punkty meczowe stracone
- +/- – różnica bramek

### Grupa A
| Zespół                  | Pkt | M | W | R | P | mPr+ | mPr- | +/- |
| ----------------------- | --- | - | - | - | - | ---- | ---- | --- |
| Bemowo AZS AWF Warszawa | 6   | 2 | 2 | 0 | 0 | 56   | 21   | +35 |
| AZS AWFiS Gdańsk        | 4   | 2 | 1 | 0 | 1 | 14   | 27   | -13 |
| Alfa Bydgoszcz          | 2   | 2 | 0 | 0 | 1 | 19   | 41   | -22 |

### Grupa B
| Zespół        | Pkt | M | W | R | P | mPr+ | mPr- | +/- |
| ------------- | --- | - | - | - | - | ---- | ---- | --- |
| Lechia Gdańsk | 6   | 2 | 2 | 0 | 0 | 62   | 0    | +62 |
| Flota Gdynia  | 4   | 2 | 1 | 0 | 1 | 17   | 31   | -14 |
| Skra Warszawa | 2   | 2 | 0 | 0 | 2 | 7    | 55   | -48 |

### Grupa C
| Zespół                 | Pkt | M | W | R | P | mPr+ | mPr- | +/- |
| ---------------------- | --- | - | - | - | - | ---- | ---- | --- |
| Orkan Sochaczew        | 5   | 2 | 1 | 1 | 0 | 45   | 7    | +38 |
| Arka Gdynia            | 5   | 2 | 1 | 1 | 0 | 12   | 7    | +5  |
| Czarni Pruszcz Gdański | 2   | 2 | 0 | 0 | 2 | 0    | 43   | -43 |

## Faza pucharowa
|  |                                      |                         |                         |                                      |   |               |               |       |
|  | Półfinał                             | Półfinał                | Półfinał                |                                      |   | Finał         | Finał         | Finał |
|  | Półfinał                             | Półfinał                | Półfinał                |                                      |   | Finał         | Finał         | Finał |
|  | 3 maja - Stadion przy ul. Chopina 34 |                         |                         |                                      |   |               |               |       |
|  |                                      |                         |                         |                                      |   |               |               |       |
|  | Lechia Gdańsk                        | Lechia Gdańsk           | 19                      |                                      |   |               |               |       |
|  | Lechia Gdańsk                        | Lechia Gdańsk           | 19                      | 3 maja - Stadion przy ul. Chopina 34 |   |               |               |       |
|  | Arka Gdynia                          | Arka Gdynia             | 7                       |                                      |   |               |               |       |
|  | Arka Gdynia                          | Arka Gdynia             | 7                       |                                      |   | Lechia Gdańsk | Lechia Gdańsk | 42    |
|  | 3 maja - Stadion przy ul. Chopina 34 |                         |                         |                                      |   | Lechia Gdańsk | Lechia Gdańsk | 42    |
|  |                                      |                         | Bemowo AZS AWF Warszawa | Bemowo AZS AWF Warszawa              | 5 |               |               |       |
|  | Orkan Sochaczew                      | Orkan Sochaczew         | Bemowo AZS AWF Warszawa | Bemowo AZS AWF Warszawa              | 5 | 0             |               |       |
|  | Orkan Sochaczew                      | Orkan Sochaczew         |                         |                                      |   |               |               |       |
|  | Bemowo AZS AWF Warszawa              | Bemowo AZS AWF Warszawa | 7                       |                                      |   |               |               |       |
|  | Bemowo AZS AWF Warszawa              | Bemowo AZS AWF Warszawa | 7                       |                                      |   |               |               |       |